# كارلوس ألبرتو دي تورو
كارلوس ألبرتو دي تورو (بالإسبانية: Carlos Alberto de Toro)‏ هو مدرب كرة قدم ولاعب كرة قدم أرجنتيني، ولد في 30 مايو 1960 في بوينس آيرس في الأرجنتين. لعب مع Limón F.C. ‏.